# Lugardia mimica
Lugardia mimica är en insektsart som beskrevs av William Lucas Distant 1909. Lugardia mimica ingår i släktet Lugardia och familjen Ricaniidae. Inga underarter finns listade i Catalogue of Life.